# Materialitet
Materialitet eller kroppslighet (motsv eng. materiality) betecknar en materiell form av något abstrakt.
I äldre tid motsvarade ordet materialitet materialism (i betydelsen "krasshet", "cynism"). Det var och är också en filosofisk term, med betydelsen "egenskapen att vara eller bestå av materia, att vara materiell eller kroppslig, sinnlig, konkret, rumslig, rumsfyllande".  
En motsats är immaterialitet.
Termen används sedan 1990-talet mycket i litteratur, konst, arkitektur, arkeologi med mera. Det har fått stor betydelse för att språkligt hantera nya synsätt inom olika kulturvetenskaper.